# Mene mene tekel ufarsin

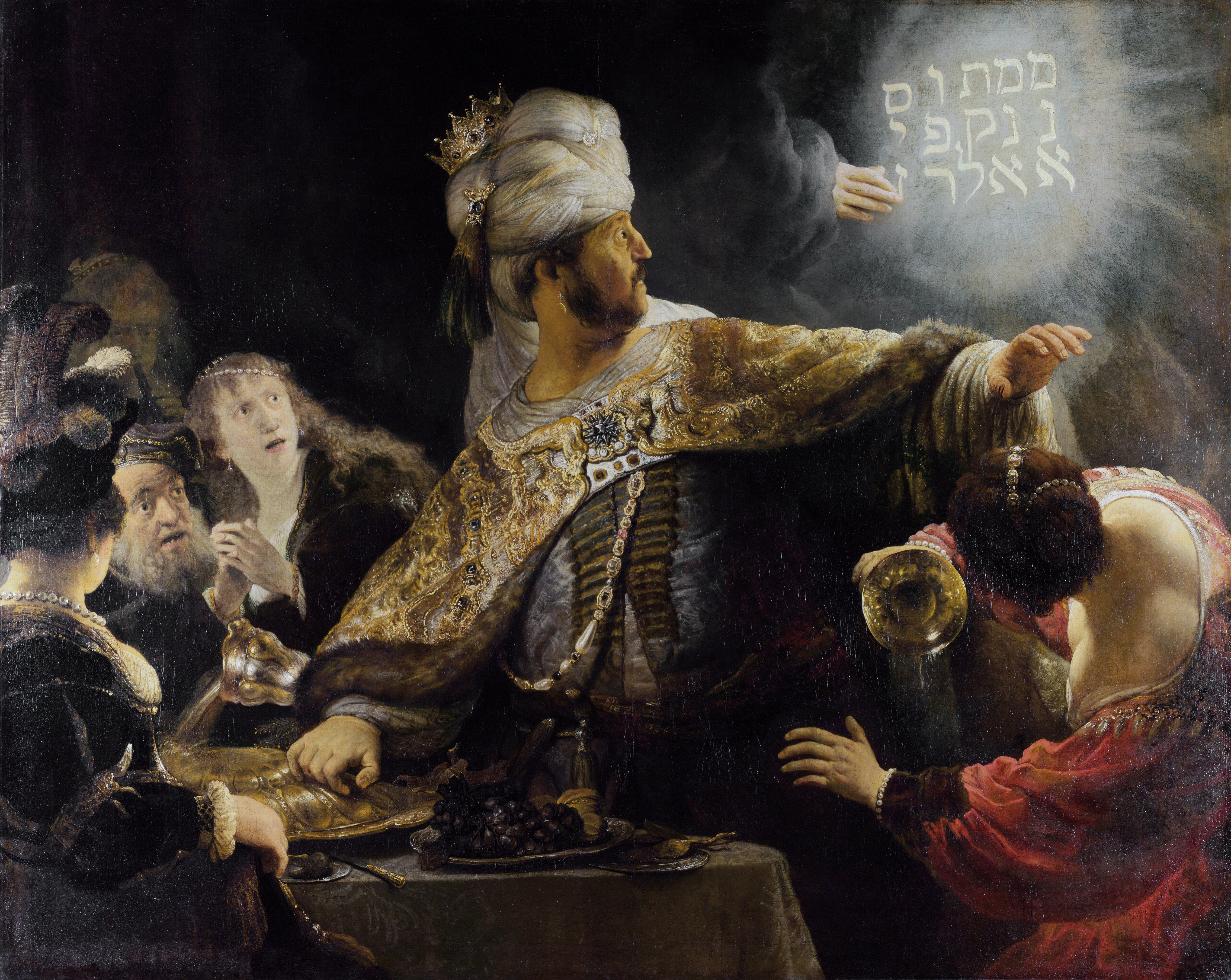
Het feestmaal van Belsazar van Rembrandt uit circa 1636-1638. Van boven naar beneden te lezen.

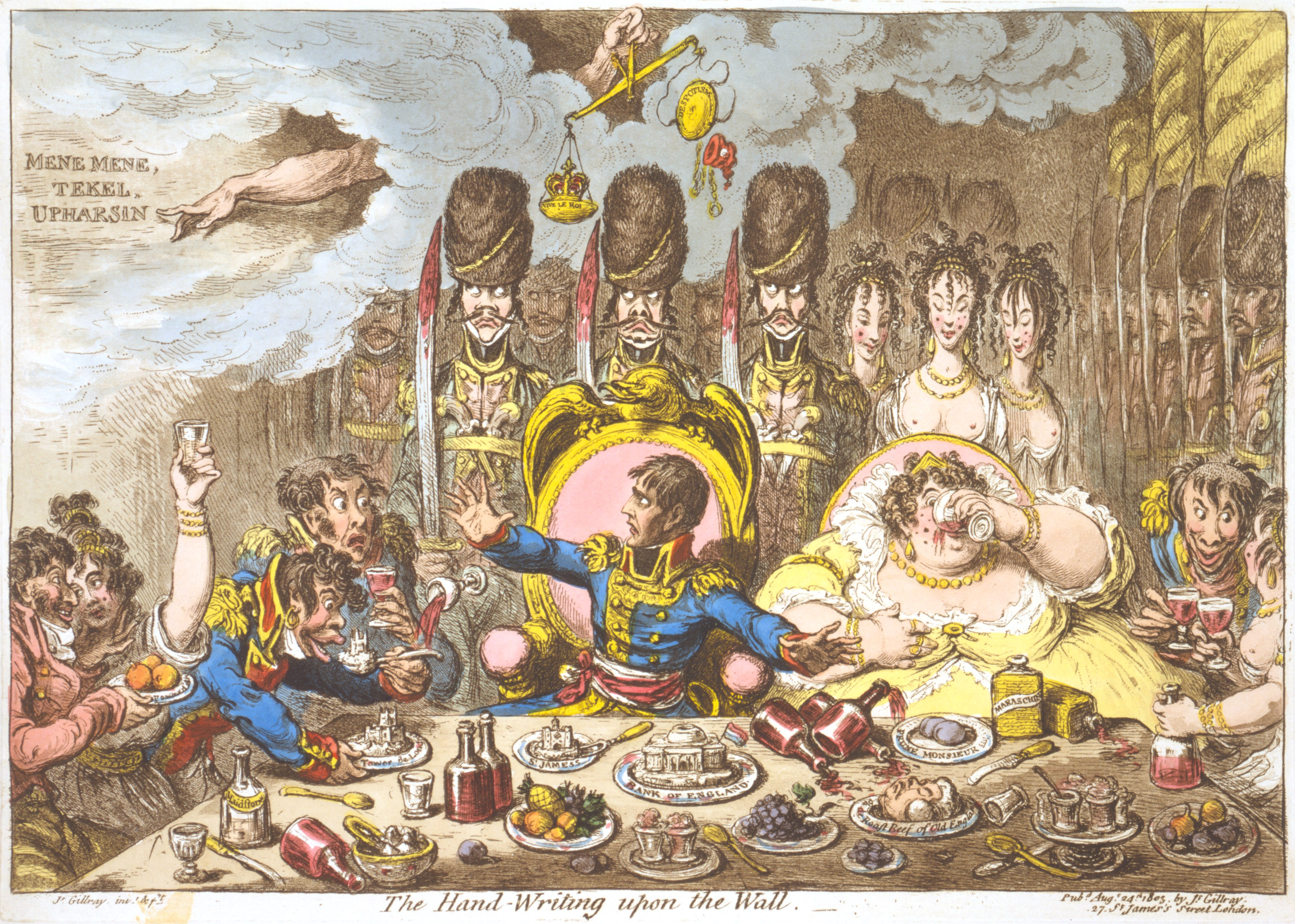
Napoleon als Belsazar op The Hand-Writing upon the Wall uit 1803 van James Gillray

Mene mene tekel ufarsin (Aramees: מנא מנא תקל ופרסין, məne’ məne’ təqel ûfarsîn, "geteld, geteld, gewogen en verdeeld") is een raadselachtige spreuk die volgens Daniël 5 tijdens het feest van de Babylonische koning Belsazar op een muur verscheen. Alleen Daniël kon de spreuk uitleggen: het betekende dat het einde van het Babylonische rijk was aangebroken en het verdeeld zou worden onder de Meden en Perzen. Diezelfde nacht viel Babylon, werd Belsazar gedood en werd Darius de Mediër koning.
De uitdrukkingen "een teken aan de wand", "je dagen zijn geteld" (beide: naderend onheil) en "gewogen en te licht bevonden" zijn aan dit verhaal ontleend. 

## Het Bijbelverhaal van Belsazar
Belsazar gaf een groot feest voor zijn edelen en hun vrouwen en concubines. Tijdens de maaltijd gebruikten zij op bevel van Belsazar de bekers die zijn vader Nebukadnezar II uit de tempel van Jeruzalem had geroofd.
Plotseling verscheen er een hand die een tekst in een onbekend schrift op de muur schreef. Belsazar vroeg aan de wijzen van Babel het schrift te verklaren, maar geen van hen kon het schrift ontcijferen. Daarop werd Daniël ontboden, een Jood in ballingschap, die de tekst ontcijferde als Mene mene tekel ufarsin, "geteld, geteld, gewogen en verdeeld".
Daniël verklaarde de woorden als volgt:
- Mene: "God heeft de dagen van uw koningschap geteld en er een einde aan gemaakt."
- Tekel: "U bent gewogen en te licht bevonden."
- Ufarsin: "Uw koninkrijk is verdeeld en aan de Meden en de Perzen gegeven."

Diezelfde nacht vielen de Perzen Babylon aan en werd Belsazar vermoord.

## Taalkundige duiding
Taalkundig is de boodschap voor meerdere interpretaties vatbaar en vormt zij een meervoudige woordspeling.

### Het woord "mene"
Het Aramese woord מנא, mn’ kan worden gelijkgesteld met het Hebreeuwse מנה, mānæh, "mina", een leenwoord van het Akkadische manû(m), "mina" (op zijn beurt ontleend aan het Soemerische mana en het Griekse μνᾶ, mna, "mina", "munt". De medeklinkers מנא, mn’ kunnen als substantief worden opgevat en als maateenheid zijn bedoeld. Maar dezelfde medeklinkers kunnen ook als passief deelwoord van het werkwoord   מנה, mnh, "betalen" worden begrepen.

### Het woord "tekel"
Het tweede woord תקל, tql zou het exacte Aramese equivalent zijn van het Hebreeuwse naamwoord שקל, šæqæl, "sjekel", dat als leenwoord van het Akkadische šiqlu, "gewicht van metaal of goud" is afgeleid en een gewicht of een gewichtseenheid aanduidde die maar een fractie van een mina uitmaakte.

### Het woord "ufarsin"
Het Aramese werkwoord פרס, prs betekent net als het gelijkluidende Hebreeuwse werkwoord "(op)delen". Het Aramese naamwoord פרסין, parsîn wordt traditioneel begrepen als meervoud: "halve minen". Eissfeldt vatte de vorm echter op als dualis: "twee halve minen".

## Doorwerking
- Het feestmaal van Belsazar, schilderij van Rembrandt (1635)
- Belshazzar's Feast van William Walton
- Het feestmaal van Belsazar (Belsazars gästabud) van Jean Sibelius
- Mene Tekel van Nescio: de idealen van een stel vrienden leggen het uiteindelijk af tegen de werkelijkheid: ze worden brave burgers. Als levenslustige hemelbestormers zijn zij gewogen en te licht bevonden.
- De Zevenburgentrilogie van Miklós Bánffy: de titels van de afzonderlijke boekdelen verwijzen naar het teken aan de wand.